# Triceratopsini
Triceratopsini é uma tribo de dinossauros casmossauríneos herbívoros que viveram entre o final do Campaniano e o final do Maastrichtiano do período Cretáceo, entre 74,73 e 66 milhões de anos atrás. Fósseis desses animais foram encontrados no oeste da América do Norte, em particular no oeste do Canadá, oeste e centro-oeste dos Estados Unidos, que já foi parte do antigo continente de Laramidia. A tribo foi nomeada por Nicholas R. Longrich em 2011 para a descrição de Titanoceratops, que ele definiu como "todas as espécies mais próximas de Triceratops horridus do que de Anchiceratops ornatus ou Arrhinoceratops brachyops". Os membros desta tribo foram as maiores entre os Chasmosaurinae; sugerindo que o gigantismo evoluiu no Ceratopsidae uma vez. Além disso, há uma tendência evolutiva na solidificação dos babados, sendo a mais extrema no Triceratops.

## Concepção e sistemática

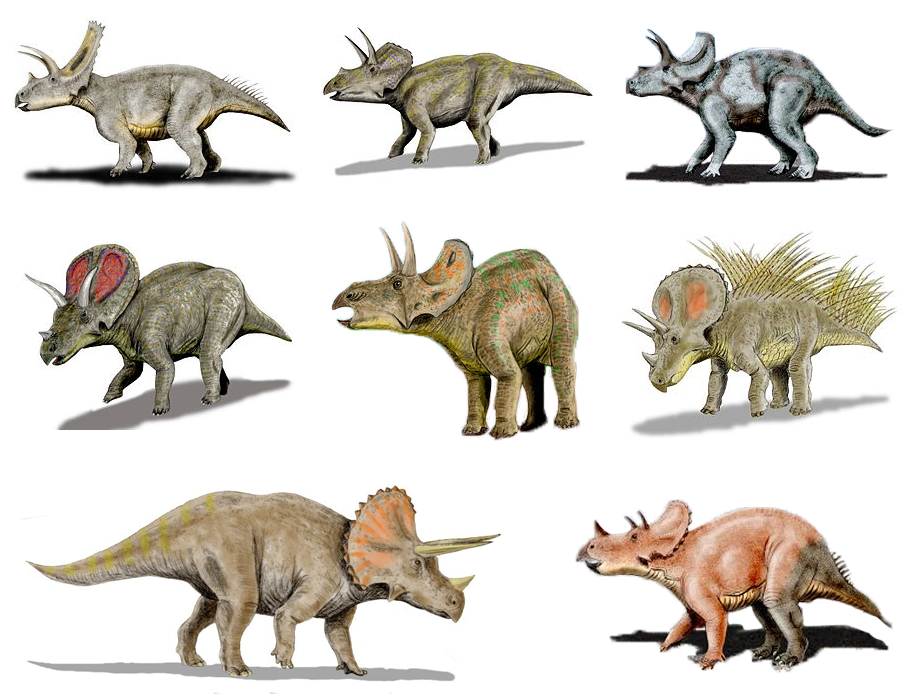
Reconstrução artística de dinossauros da tribo Triceratopsini

A tribo foi nomeada por Nicholas R. Longrich em 2011 quando este descreveu o gênero Titanoceratops, que ele definiu como "todas as espécies mais próximas de Triceratops horridus do que de Anchiceratops ornatus ou Arrhinoceratops brachyops". Fósseis desses animais foram encontrados no oeste da América do Norte, em particular no oeste do Canadá, oeste e centro-oeste dos Estados Unidos, que já foi parte do antigo continente de Laramidia.
O número de espécies e gêneros nos últimos anos tem sido controverso, pois alguns gêneros como Torosaurus, Tatankaceratops e Nedoceratops estão envolvidos no debate sobre se são estágios ontogenéticos (de crescimento) de Triceratops,  espécimes ou espécies de Triceratops,  ou gêneros únicos baseados em morfometria. Além disso, há um gênero, Agathaumas, que é considerado um nomen dubium, pois é baseado em fósseis fragmentários ambíguos.

### Filogenia
Para sua análise filogenética de Titanoceratops, Longrich (2011) reconheceu apenas três gêneros, com Eotriceratops, Ojoceratops e Nedoceratops resolvido como sinônimos juniores de Triceratops, bem como reconhecendo Torosaurus utahensis como uma espécie de Triceratops:
|  | Triceratops utahensis                                                        |
|  |                                                                              |
|  | \| \| Triceratops horridus \| \| \| \| \| \| Triceratops prorsus \| \| \| \| |
|  |                                                                              |
|  | Triceratops horridus                                                         |
|  |                                                                              |
|  | Triceratops prorsus                                                          |
|  |                                                                              |

|  | Triceratops horridus |
|  |                      |
|  | Triceratops prorsus  |
|  |                      |

|  | Triceratops utahensis                                                        |
|  |                                                                              |
|  | \| \| Triceratops horridus \| \| \| \| \| \| Triceratops prorsus \| \| \| \| |
|  |                                                                              |
|  | Triceratops horridus                                                         |
|  |                                                                              |
|  | Triceratops prorsus                                                          |
|  |                                                                              |

|  | Triceratops horridus |
|  |                      |
|  | Triceratops prorsus  |
|  |                      |

|  | Triceratops utahensis                                                        |
|  |                                                                              |
|  | \| \| Triceratops horridus \| \| \| \| \| \| Triceratops prorsus \| \| \| \| |
|  |                                                                              |
|  | Triceratops horridus                                                         |
|  |                                                                              |
|  | Triceratops prorsus                                                          |
|  |                                                                              |

|  | Triceratops horridus |
|  |                      |
|  | Triceratops prorsus  |
|  |                      |

|  | Triceratops utahensis                                                        |
|  |                                                                              |
|  | \| \| Triceratops horridus \| \| \| \| \| \| Triceratops prorsus \| \| \| \| |
|  |                                                                              |
|  | Triceratops horridus                                                         |
|  |                                                                              |
|  | Triceratops prorsus                                                          |
|  |                                                                              |

|  | Triceratops horridus |
|  |                      |
|  | Triceratops prorsus  |
|  |                      |

|  | Triceratops utahensis                                                        |
|  |                                                                              |
|  | \| \| Triceratops horridus \| \| \| \| \| \| Triceratops prorsus \| \| \| \| |
|  |                                                                              |
|  | Triceratops horridus                                                         |
|  |                                                                              |
|  | Triceratops prorsus                                                          |
|  |                                                                              |

|  | Triceratops horridus |
|  |                      |
|  | Triceratops prorsus  |
|  |                      |

|  | Triceratops utahensis                                                        |
|  |                                                                              |
|  | \| \| Triceratops horridus \| \| \| \| \| \| Triceratops prorsus \| \| \| \| |
|  |                                                                              |
|  | Triceratops horridus                                                         |
|  |                                                                              |
|  | Triceratops prorsus                                                          |
|  |                                                                              |

|  | Triceratops horridus |
|  |                      |
|  | Triceratops prorsus  |
|  |                      |

|  | Triceratops utahensis                                                        |
|  |                                                                              |
|  | \| \| Triceratops horridus \| \| \| \| \| \| Triceratops prorsus \| \| \| \| |
|  |                                                                              |
|  | Triceratops horridus                                                         |
|  |                                                                              |
|  | Triceratops prorsus                                                          |
|  |                                                                              |

|  | Triceratops horridus |
|  |                      |
|  | Triceratops prorsus  |
|  |                      |

|  | Triceratops utahensis                                                        |
|  |                                                                              |
|  | \| \| Triceratops horridus \| \| \| \| \| \| Triceratops prorsus \| \| \| \| |
|  |                                                                              |
|  | Triceratops horridus                                                         |
|  |                                                                              |
|  | Triceratops prorsus                                                          |
|  |                                                                              |

|  | Triceratops horridus |
|  |                      |
|  | Triceratops prorsus  |
|  |                      |

Em 2015, os autores Caleb Brown & Donald Henderson realizaram uma análise filogenética na descrição de Regaliceratops e consideraram que Eotriceratops, Ojoceratops e Nedoceratops são gêneros válidos. Há uma politomia entre Regaliceratops, Eotriceratops, Ojoceratops e um clado Titanoceratops–Triceratops como mostrado abaixo:

|  | Torosaurus latus     |
|  |                      |
|  | Torosaurus utahensis |
|  |                      |

|  | Triceratops horridus |
|  |                      |
|  | Triceratops prorsus  |
|  |                      |

|  | Torosaurus latus     |
|  |                      |
|  | Torosaurus utahensis |
|  |                      |

|  | Triceratops horridus |
|  |                      |
|  | Triceratops prorsus  |
|  |                      |

|  | Torosaurus latus     |
|  |                      |
|  | Torosaurus utahensis |
|  |                      |

|  | Triceratops horridus |
|  |                      |
|  | Triceratops prorsus  |
|  |                      |

|  | Torosaurus latus     |
|  |                      |
|  | Torosaurus utahensis |
|  |                      |

|  | Triceratops horridus |
|  |                      |
|  | Triceratops prorsus  |
|  |                      |

|  | Torosaurus latus     |
|  |                      |
|  | Torosaurus utahensis |
|  |                      |

|  | Triceratops horridus |
|  |                      |
|  | Triceratops prorsus  |
|  |                      |

|  | Torosaurus latus     |
|  |                      |
|  | Torosaurus utahensis |
|  |                      |

|  | Triceratops horridus |
|  |                      |
|  | Triceratops prorsus  |
|  |                      |

|  | Torosaurus latus     |
|  |                      |
|  | Torosaurus utahensis |
|  |                      |

|  | Triceratops horridus |
|  |                      |
|  | Triceratops prorsus  |
|  |                      |

|  | Torosaurus latus     |
|  |                      |
|  | Torosaurus utahensis |
|  |                      |

|  | Triceratops horridus |
|  |                      |
|  | Triceratops prorsus  |
|  |                      |

|  | Torosaurus latus     |
|  |                      |
|  | Torosaurus utahensis |
|  |                      |

|  | Triceratops horridus |
|  |                      |
|  | Triceratops prorsus  |
|  |                      |

|  | Torosaurus latus     |
|  |                      |
|  | Torosaurus utahensis |
|  |                      |

|  | Triceratops horridus |
|  |                      |
|  | Triceratops prorsus  |
|  |                      |

|  | Torosaurus latus     |
|  |                      |
|  | Torosaurus utahensis |
|  |                      |

|  | Triceratops horridus |
|  |                      |
|  | Triceratops prorsus  |
|  |                      |

|  | Torosaurus latus     |
|  |                      |
|  | Torosaurus utahensis |
|  |                      |

|  | Triceratops horridus |
|  |                      |
|  | Triceratops prorsus  |
|  |                      |

|  | Torosaurus latus     |
|  |                      |
|  | Torosaurus utahensis |
|  |                      |

|  | Triceratops horridus |
|  |                      |
|  | Triceratops prorsus  |
|  |                      |

|  | Torosaurus latus     |
|  |                      |
|  | Torosaurus utahensis |
|  |                      |

|  | Triceratops horridus |
|  |                      |
|  | Triceratops prorsus  |
|  |                      |

|  | Torosaurus latus     |
|  |                      |
|  | Torosaurus utahensis |
|  |                      |

|  | Triceratops horridus |
|  |                      |
|  | Triceratops prorsus  |
|  |                      |

|  | Torosaurus latus     |
|  |                      |
|  | Torosaurus utahensis |
|  |                      |

|  | Triceratops horridus |
|  |                      |
|  | Triceratops prorsus  |
|  |                      |

A mais recente análise foi feita por Jordan Mallon et al. (2016) a partir de sua descrição de Spiclypeus shipporum. O Eotriceratops foi removido inteiramente dos Chasmosaurinae porque se descobriu que diminui a resolução em sua análise por causa da nova interpretação dos autores das configurações epiparietais. Sobre Regaliceratops, este não foi considerado como membro do Triceratopsini sendo passível de estudos futuros.

|  | Ojoceratops fowleri                                                          |
|  |                                                                              |
|  | Nedoceratops hatcheri                                                        |
|  |                                                                              |
|  | Titanoceratops ouranos                                                       |
|  |                                                                              |
|  | Torosaurus latus                                                             |
|  |                                                                              |
|  | Torosaurus utahensis                                                         |
|  |                                                                              |
|  | \| \| Triceratops prorsus \| \| \| \| \| \| Triceratops horridus \| \| \| \| |
|  |                                                                              |
|  | Triceratops prorsus                                                          |
|  |                                                                              |
|  | Triceratops horridus                                                         |
|  |                                                                              |

|  | Triceratops prorsus  |
|  |                      |
|  | Triceratops horridus |
|  |                      |